# SM U-20 (Germania)
L'U-20 fu un sommergibile a doppio scafo tedesco del tipo U-Boot della classe U19. Costruito nei cantieri di Danzica per la Kaiserliche Marine, fu comandato dal Kapitänleutnant Walther Schwieger. È principalmente ricordato per aver causato l'affondamento del Lusitania.

## Storia
Come in tutti gli U-Boot della prima guerra mondiale, l'equipaggio viveva nell'angusta sezione cilindrica a tenuta stagna e trascorreva una vita a bordo molto disagevole a causa della scarsa efficacia dell'impianto di ricircolo dell'aria, che la rendeva molto fetida. L'atmosfera era talmente umida che l'equipaggio era costretto a dormire con teli impermeabili sul volto e lenzuola di gomma sul corpo.
L'U-20 è famoso per aver silurato e fatto affondare, il 7 maggio 1915, il transatlantico inglese RMS Lusitania, causando la morte di 1.201 persone, tra cui 123 statunitensi.
Decorato con la Croce di Ferro per le sue imprese nel mare d'Irlanda, il comandante Schwieger affondò numerose altre navi l'anno seguente.
La fine dell'U-20 arrivò nell'autunno 1916, quando, a causa di un guasto alla bussola, il sommergibile si arenò su un banco di sabbia davanti alla penisola danese dello Jutland. Malgrado il tentativo di disincagliarlo, attuato da unità tedesche accorse prontamente in aiuto, l'U-20 sprofondava sempre più nel banco di sabbia. Schwieger, il 5 novembre, ordinò quindi di sistemare cariche esplosive nella sentina per far affondare il battello.
Il relitto dell'U-20 è stato ritrovato nel giugno del 1984 da Clive Cussler, a meno di quattrocento metri dalla costa e a 5 metri di profondità. Alcune delle sue parti, come il cannone e l'elica, sono conservate presso lo Stranding Museum St'. George di Thorsminde, in Danimarca.

## Navi affondate o danneggiate
| Data              | Nome              | Tonnellaggio | Nazionalitá       | Destino     |
| ----------------- | ----------------- | ------------ | ----------------- | ----------- |
| 30 gennaio 1915   | Ikaria            | 4.335        | Impero britannico | affondata   |
| 30 gennaio 1915   | Oriole            | 1.489        | Impero britannico | affondata   |
| 30 gennaio 1915   | Tokumaru          | 6.084        | Impero britannico | affondata   |
| 7 marzo 1915      | Bengrove          | 3.840        | Impero britannico | affondata   |
| 9 marzo 1915      | Princess Victoria | 1.108        | Impero britannico | affondata   |
| 11 marzo 1915     | Florazan          | 4.658        | Impero britannico | affondata   |
| 5 maggio 1915     | Earl of Lathom    | 132          | Impero britannico | affondata   |
| 6 maggio 1915     | Candidate         | 5.858        | Impero britannico | affondata   |
| 6 maggio 1915     | Centurion         | 5.495        | Impero britannico | affondata   |
| 7 maggio 1915     | RMS Lusitania     | 31.550       | Impero britannico | affondata   |
| 8 luglio 1915     | Marion Lightbody  | 2.176        | Impero russo      | affondata   |
| 9 luglio 1915     | Ellesmere         | 1.170        | Impero britannico | affondata   |
| 9 luglio 1915     | Leo               | 2.224        | Impero russo      | affondata   |
| 9 luglio 1915     | Meadowfield       | 2.750        | Impero britannico | affondata   |
| 13 luglio 1915    | Lennok            | 1.142        | Impero russo      | affondata   |
| 2 settembre 1915  | Roumanie          | 2.599        | Impero britannico | affondata   |
| 3 settembre 1915  | Frode             | 1.875        | Danimarca         | affondata   |
| 4 settembre 1915  | Hesperian         | 10.920       | Impero britannico | affondata   |
| 5 settembre 1915  | Dictator          | 4.116        | Impero britannico | affondata   |
| 5 settembre 1915  | Douro             | 1.604        | Impero britannico | affondata   |
| 5 settembre 1915  | Rhea              | 1.145        | Impero russo      | affondata   |
| 6 settembre 1915  | Guatemala         | 5.913        | Francia           | affondata   |
| 7 settembre 1915  | Bordeaux          | 4.604        | Francia           | affondata   |
| 7 settembre 1915  | Caroni            | 2.652        | Impero britannico | affondata   |
| 8 settembre 1915  | Mora              | 3.047        | Impero britannico | affondata   |
| 30 aprile 1916    | Bakio             | 1.906        | Spagna            | affondata   |
| 1 maggio 1916     | Bernadette        | 486          | Francia           | affondata   |
| 2 maggio 1916     | Ruabon            | 2.004        | Impero britannico | affondata   |
| 3 maggio 1916     | Marie Molinos     | 1.946        | Francia           | affondata   |
| 6 maggio 1916     | Galgate           | 2.356        | Impero britannico | affondata   |
| 8 maggio 1916     | Cymric            | 13.370       | Impero britannico | affondata   |
| 1 agosto 1916     | Aaro              | 2.603        | Impero britannico | affondata   |
| 29 agosto 1916    | Ibo               | 397          | Portogallo        | danneggiata |
| 26 settembre 1916 | Thelma            | 1.002        | Impero britannico | affondata   |
| 18 ottobre 1916   | Ethel Duncan      | 2.510        | Impero britannico | affondata   |
| 23 ottobre 1916   | Arromanches       | 1.640        | Francia           | affondata   |
| 23 ottobre 1916   | Chieri            | 4.400        | Regno d'Italia    | affondata   |
| 23 ottobre 1916   | Felix Louis       | 275          | Francia           | affondata   |
| 26 ottobre 1916   | Fabian            | 2.246        | Impero britannico | danneggiata |